# João Batista Przyklenk
Dom João Batista Przyklenk MSF (ur. 30 grudnia 1916 r. w Pogórzu, zm. 3 maja 1984 r. w Januária) – niemiecki duchowny katolicki, wikariusz apostolski Apostolskiego Wikariatu Północnej Norwegii w latach 1976–1977, biskup diecezjalny Januárii w latach 1962–76 i 1977–83.

## Życiorys
Przyszedł na świat w Pogórzu w 1916 r. W wieku 24 lat wstąpił do zakonu Misjonarzy świętej Rodziny, otrzymując 8 grudnia 1940 r. święcenia kapłańskie. Następnie pracował w placówkach tego zakonu na misjach.
W 1962 r. został wyświęcony na biskupa Januárii w Brazylii. Czternaście lat później został przeniesiony na urząd wikariusza apostolskiego Wikariatu Apostolskiego Północnej Norwegii. Funkcję tę sprawował niespełna przez rok (1 marca 1976-19 lutego 1977), po czym ponownie został biskupem diecezjalnym Januarii. Jego uroczysty ingres odbył się 18 marca.
W 1983 r. zrezygnował z urzędu po osiągnięciu wieku emerytalnego. Zmarł rok później, w 1984 r.